# Justyna Bergmann
Justyna Bergmann (ur. w 1982 w Grudziądzu) – Miss Polonia 2000 i Miss Foto Miss Polonia 2000, modelka i fotomodelka.
Miss Polonia 2000, Miss Foto Miss Polonia 2000, Miss Friendship 2000 (Seul). Modelka i fotomodelka. W roku 2006 ukończyła AWF w Warszawie. Obecnie pracuje w branży nieruchomości.
Jest zamężna, ma córkę Polę (ur. 2008).